# Brenta (řeka)
Brenta je řeka v severní Itálii (Tridentsko-Horní Adiže, Benátsko). Je 174 km dlouhá. Povodí má rozlohu 1600 km².

## Průběh toku
Pramení v jezeře Caldonazzo v nadmořské výšce 450 m v Dolomitech. U města Bassano del Grappa opouští hory a vtéká do Benátské nížiny. Ústí do Benátského zálivu Jaderského moře. V minulosti ústila do Benátské laguny, ale v roce 1896 bylo vybudováno současné umělé vyústění, aby se zabránilo zanášení laguny bahnem.

## Vodní režim
Vyšší vodní stavy nastávají na jaře a na podzim. Průměrný roční průtok činí 78 m³/s. Na dolním toku je koryto lemováno hrázemi.

## Využití
Využívá se na zavlažování.

## Zajímavosti
Přibližně pět kilometrů před ústím do benátské laguny stojí na břehu slavná Palladiova Villa Foscari z let 1558–1560 známá též jako La Malcontenta (doslova „nespokojená“).